# Люксембург (Айова)
Люксембург (англ. Luxemburg) — місто (англ. city) в США, в окрузі Дюб'юк штату Айова. Населення — 245 осіб (2020).

## Географія
Люксембург розташований за координатами 42°36′14″ пн. ш. 91°4′21″ зх. д. / 42.60389° пн. ш. 91.07250° зх. д. (42.603850, -91.072505).  За даними Бюро перепису населення США в 2010 році місто мало площу 1,18 км², уся площа — суходіл.

## Демографія
Згідно з переписом 2010 року, у місті мешкало 240 осіб у 100 домогосподарствах у складі 74 родин. Густота населення становила 203 особи/км².  Було 103 помешкання (87/км²).
Расовий склад населення:
| - 100,0 % — білих |

До двох чи більше рас належало 0,0 %. Частка іспаномовних становила 1,7 % від усіх жителів.
За віковим діапазоном населення розподілялося таким чином: 23,3 % — особи молодші 18 років, 55,0 % — особи у віці 18—64 років, 21,7 % — особи у віці 65 років та старші. Медіана віку мешканця становила 44,0 року. На 100 осіб жіночої статі у місті припадало 105,1 чоловіків;  на 100 жінок у віці від 18 років та старших — 102,2 чоловіків також старших 18 років.
Середній дохід на одне домашнє господарство  становив 53 278 доларів США (медіана — 46 875), а середній дохід на одну сім'ю — 66 216 доларів (медіана — 55 833). Медіана доходів становила 50 938 доларів для чоловіків та 33 125 доларів для жінок. За межею бідності перебувало 7,9 % осіб, у тому числі 0,0 % дітей у віці до 18 років та 15,1 % осіб у віці 65 років та старших.
Цивільне працевлаштоване населення становило 99 осіб. Основні галузі зайнятості: виробництво — 23,2 %, роздрібна торгівля — 15,2 %, освіта, охорона здоров'я та соціальна допомога — 14,1 %.